# Campionato sudamericano di rugby 2012
Il campionato sudamericano di rugby 2012 (in spagnolo Sudamericano de Rugby 2012; in portoghese Campeonato Sul-Americano de Rugby de 2012) fu il 34º campionato continentale del Sudamerica di rugby a 15.
In tale edizione di torneo fu inaugurata anche la terza divisione, il Sudamericano "C".
Paese ospitante del torneo di prima divisione fu il Cile, che mise a disposizione il centro federale d'alto livello di La Reina, nella provincia di Santiago.
La seconda divisione, il Sudamericano "B", si tenne a Valencia, in Venezuela, e funse anche da primo turno delle qualificazioni americane alla Coppa del Mondo di rugby 2015: la squadra vincitrice del torneo, infatti, dovette spareggiare nel turno successivo contro la campionessa caraibica 2012.
A vincere la divisione superiore e a laurearsi campione del Sudamerica per la trentatreesima volta in altrettante partecipazioni fu l'Argentina, che vinse il torneo a punteggio pieno; il Sudamericano "B" fu invece appannaggio del Paraguay.
Lo stesso Paraguay, dopo avere battuto nel secondo turno delle qualificazioni mondiali i campioni caraibici di Bermuda, affrontò il terzo turno di qualificazione contro l'ultima classificata del torneo "A", il Brasile, incontro dal doppio valore di playoff per la promozione/retrocessione e di eliminatoria per il prosieguo nel cammino di qualificazione.
A San Paolo fu il Brasile a vincere l'incontro per 35-22 e a mantenere il posto nel torneo maggiore per il 2013, mentre invece il Paraguay rimase nel Sudamericano "B".
La prima edizione del Sudamericano "C", infine, si tenne a Città del Guatemala e vide campione Costa Rica; la nazionale dell'Ecuador incorse in un problema di visto d'ingresso e poté schierare solo 8 giocatori nel primo incontro con la formazione di casa, ragion per cui la squadra ecuadoregna fu integrata con alcuni giocatori locali e la partita ebbe carattere di esibizione, vinta 40-3 dal Guatemala, alla quale fu altresì attribuita ai fini del torneo la vittoria per 5-0, avendo considerato defezionario l'Ecuador.
Il valore delle marcature, come stabilito dall’IRFB nel 1992, era: 5 punti per ciascuna meta (7 se trasformata), 3 punti per la realizzazione di ciascun calcio piazzato, idem per il drop.
Per tutte le fasi e divisioni del torneo il sistema previde 3 punti per la vittoria, 2 per il pareggio, 1 per la sconfitta e zero per il forfait.

## Squadre partecipanti
| Sudamericano “A” | Sudamericano “B” | Sudamericano “C” |
| ---------------- | ---------------- | ---------------- |
| Argentina        | Colombia         | Costa Rica       |
| Brasile          | Paraguay         | Ecuador          |
| Cile             | Perù             | Guatemala        |
| Uruguay          | Venezuela        | El Salvador      |

## Sudamericano “A”

### 1ª giornata
| Arbitro: | Felipe Balbontín |

|                                                                            |    |                |
| García Veiga 12’ R. Moyano 21’, 45’ Montero 26’ Ortega Desio 56’ Rojas 74’ | mt | 64’ S. Arocena |
| 12’, 26’, 45’, 56’, 74’ Cruz                                               | tr |                |

| Arbitro: | Matías Fresia |

|                               |      |                        |
| Neira 22’                     | mt   |                        |
| Gibson 22’                    | tr   |                        |
| Valderrama 10’, 49’, 66’, 73’ | c.p. | M. Duque 16’ Gregg 60’ |

### 2ª giornata
| Arbitro: | Joaquín Montes |

| |    |  |
| Rojas 2’ Barrea 4’, 9’, 24’, 37’, 69’, 71’ Montero 16’, 53’, 78’ Craig 20’ Moyano 32’ T. Cubelli 34’, 39’ Ortega Desio 58’, 79’ Fruttero 63’ | mt |  |
| S. Ambrosio 9’, 16’, 20’, 32’, 34’, 37’, 39’, 53’, 58’ Cruz 69’, 71’, 78’, 79’                                                               | tr |  |

| Arbitro: | Matías Fresia |

|                               |      |                                              |
| Metuaze 8’ Brangier 41’       | mt   | 32’ Mieres 64’ M. Arocena                    |
| Valderrama 8’, 41’            | tr   | 32’ M. Arocena                               |
| Valderrama 16’, 52’, 62’, 72’ | c.p. | 14’, 40’, 45’, 68’ M. Arocena 80’ Etcheverry |

### 3ª giornata
| Arbitro: | Felipe Balbontín |

|                          |      |                                                    |
| Danielwicz 25’ Gregg 27’ | mt   | 12’ Etcheverry 46’ Ormaechea 57’ tecnica 76’ Magno |
| M. Duque 25’             | tr   | 46’, 76’ Etcheverry                                |
| M. Duque 64’             | c.p. | 40’ Etcheverry                                     |

| Arbitro: | Joaquín Montes |

|                   |      |                                                                                           |
|                   | mt   | 5’, 14’ Barrea 13’ Craig 15’, 40’ Miralles 42’ Macome 48’ tecnica 73’ Montero 80’ Orlando |
|                   | tr   | 5’, 13’, 14’, 15’, 40’, 73’, 80’ Cruz                                                     |
| Valderrama 1’, 6’ | c.p. |                                                                                           |

### Classifica
| Pos | Squadra   | G | V | N | P | PF  | PS  | DP   | Pt |
| --- | --------- | - | - | - | - | --- | --- | ---- | -- |
| 1   | Argentina | 3 | 3 | 0 | 0 | 210 | 11  | +199 | 9  |
| 2   | Uruguay   | 3 | 2 | 0 | 1 | 59  | 81  | −22  | 7  |
| 3   | Cile      | 3 | 1 | 0 | 2 | 51  | 92  | −41  | 5  |
| 4   | Brasile   | 3 | 0 | 0 | 3 | 21  | 157 | −136 | 3  |

## Sudamericano “B”

### Risultati
| Data      | Incontro             | Risultato | Sede     |
| --------- | -------------------- | --------- | -------- |
| 9-9-2012  | Paraguay ― Colombia  | 54–17     | Valencia |
| 9-9-2012  | Venezuela ― Perù     | 28–17     | Valencia |
| 12-9-2012 | Paraguay ― Perù      | 69–3      | Valencia |
| 12-9-2012 | Venezuela ― Colombia | 3–26      | Valencia |
| 15-9-2012 | Colombia ― Perù      | 49–9      | Valencia |
| 15-9-2012 | Venezuela ― Paraguay | 8–73      | Valencia |

### Classifica
|  | Classifica | G | V | N | P | PF  | PS  | P±   | PT |
|  | ---------- | - | - | - | - | --- | --- | ---- | -- |
|  | Paraguay   | 3 | 3 | 0 | 0 | 196 | 28  | +168 | 9  |
|  | Colombia   | 3 | 2 | 0 | 1 | 92  | 66  | +26  | 6  |
|  | Venezuela  | 3 | 1 | 0 | 2 | 39  | 116 | -77  | 3  |
|  | Perù       | 3 | 0 | 0 | 3 | 29  | 146 | -117 | 0  |

## Sudamericano “C”

### Risultati
| Data      | Incontro                 | Risultato | Sede               |
| --------- | ------------------------ | --------- | ------------------ |
| 2-12-2012 | Costa Rica ― El Salvador | 57–3      | Città d. Guatemala |
| 2-12-2012 | Guatemala ― Ecuador      | 5–0       | Città d. Guatemala |
| 5-12-2012 | Ecuador ― Costa Rica     | 8–33      | Città d. Guatemala |
| 5-12-2012 | Guatemala ― El Salvador  | 54–12     | Città d. Guatemala |
| 8-12-2012 | Ecuador ― El Salvador    | 46–0      | Città d. Guatemala |
| 8-12-2012 | Guatemala ― Costa Rica   | 10–37     | Città d. Guatemala |

### Classifica
|  | Classifica  | G | V | N | P | PF  | PS  | P±   | PT |
|  | ----------- | - | - | - | - | --- | --- | ---- | -- |
|  | Costa Rica  | 3 | 3 | 0 | 0 | 127 | 21  | +106 | 9  |
|  | Guatemala   | 3 | 2 | 0 | 1 | 69  | 49  | +20  | 7  |
|  | Ecuador     | 3 | 1 | 0 | 2 | 54  | 38  | +16  | 4  |
|  | El Salvador | 3 | 0 | 0 | 3 | 15  | 157 | -142 | 3  |

## Play-out Sudamericano “A” 2013
| Arbitro: | Federico Anselmi |

|                                           |      |                                |
| Cogliandro 8’, 45’ Claro 15’ M. Duque 35’ | mt   | 38’ Gómez 41’ Ortíz 79’ Zárate |
| Cogliandro 15’, 35’, 45’                  | tr   | 38’, 79’ Cuttier               |
| Cogliandro 22’ L. Duque 33’, 41’          | c.p. | 19’ Cuttier                    |